# Distretto di Miraflores (Lima)
Il distretto di Miraflores è uno dei 43 distretti del Perù che fanno parte politicamente alla provincia di Lima, e situato nell'omonima regione. È ubicato a sud della capitale peruviana. Il distretto occupa il secondo posto nell'indice di sviluppo umano dei distretti peruviani, superato solo dal distretto di San Isidro. È noto anche per i suoi parchi e giardini.

## Data di fondazione

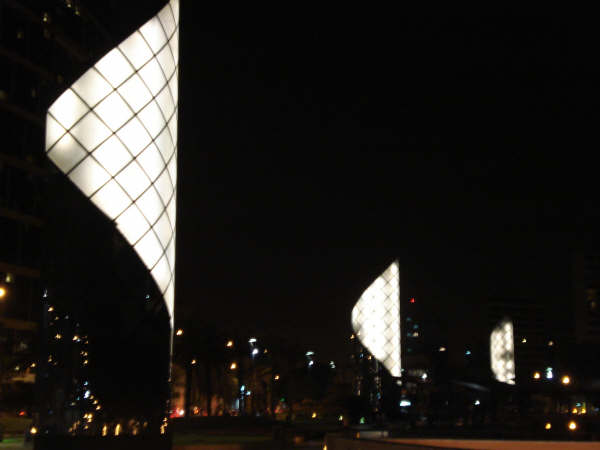
Larcomar

2 gennaio del 1857

## Popolazione Censimento 2007
84 454 abitanti di cui il 57% sono donne e il 43% uomini

## Superficie
9.62 km²

## Distretti confinanti
Confina a nord con il distretto di San Isidro e il distretto di Surquillo, a sud con il distretto di Barranco, ad est con il distretto di Santiago de Surco e ad ovest con l'oceano Pacifico.

## Amministrazione

### Gemellaggi
- Pensacola
- Malaga